# Sue Donaldson
Sue Donaldson (Ottawa, 1962), també coneguda amb el nom de ploma Susan Cliffe, és una escriptora i filòsofa canadenca.
Donaldson investiga al Departament de Filosofia de la Queen's University, on va cofundar el grup de recerca sobre els animals en la filosofia, la política, el dret i l'ètica (acrònim en anglès, APPLE). Ès vegana i filòsofa dels drets dels animals. El 2011, va publicar Zoopolis: A Political Theory of Animal Rights, coescrit amb Will Kymlicka, pel qual van guanyar el Book Prize de la Canadian Philosophical Association.
També ha estat coautora de nombrosos articles sobre els drets dels animals en revistes acadèmiques d'avaluació d'experts i ha publicat un llibre sobre cuina vegana, Foods That Don't Bite Back (2003), i una novel·la per a joves de ficció històrica Threads of Deceit (2004).

## Zoopolis: A Political Theory of Animal Rights
En el llibre Zoopolis, així com en la resta de les seves obres sobre ètica animal, Donaldson i Kymlicka argumenten a favor d'una concepció política dels drets dels animals dividida en grups. Partint de la teoria de la ciutadania, sostenen que malgrat tots els animals haurien de ser protegits pels mateixos drets fonamentals, els individus haurien de tenir drets diferents (i responsabilitats diferents) depenent del grup al qual pertanyen. Els animals que formen part de la societat mixta d'humans i animals (els animals domesticats) haurien de considerar-se ciutadans, mentre que els animals que depenen de la societat mixta sense formar-ne part (els animals liminars) haurien de ser concebuts com a quasi-ciutadans. Per la seva banda, els animals salvatges, que viuen completament o majoritàriament de manera separada de la societat mixta d'humans i animals, haurien de ser concebuts com a sobirans sobre el seu propi territori. La intervenció humana per reduir el sofriment dels animals salvatges seria per tant acceptable si fos compatible amb el respecte a la seva sobirania.

## Publicacions destacades
- Donaldson, Sue; Kymlicka, Will. Zoópolis, una revolución animalista (en castellà). Traducció: Silvia Moreno Parrado.  Madrid: Errata naturae editores, 2018. ISBN 978-84-16544-63-9.[3]